# Městská věž (Innsbruck)
Městská věž, zvaná také Radniční věž, stojí uprostřed historického jádra Innsbrucku, na adrese Herzog-Friedrich-Straße 21.
Je to gotická stavba uzavřená v řadě domů. Prostřednictvím Staré radnice se lze dostat k 31 metrů vysoké výhledové plošině, celková výška věže je 51 metrů. Masivní čtvercová základna sestává ze šesti podlaží a je rozdělena do tří zón, které jsou jasně ohraničeny římsami. Nad ní je plošina se železným zábradlím, které lze dosáhnout vystoupáním 148 schodů. Nad plošinou se zvedá užší osmiboká konstrukce se čtyřmi polokruhovými okny a velká cibulová věž s lucernou. Celá věž, stejně jako římsy a konzoly, jsou postaveny z höttingského slepence, osmiúhelníková část je omítnutá.
Věž byla postavena v letech 1442 až 1450 na Staré radnici a je vedle Zlaté stříšky a Anenského sloupu dominantou Innsbrucku. Denní i noční hlídka zde vykonávala svou službu. První zdokumentovaný strážný byl zaměstnán v roce 1529 příkazem městské rady. Jeho úkolem bylo hlásat hodiny a varovat městskou populaci v případě ohně nebo jiných nebezpečí. Poslední strážná sloužila až do roku 1967.
Ve středověku spodní část věže sloužila jako městské vězení. Původně gotický vrchol věže byl v roce 1560 přestavěn mistrem stavitelem města Casparem Schäblem v renesanční cibuli. V roce 1586 byly na věž přidány čtyři chrliči z kované oceli ve tvaru delfínů. První věžové hodiny v roce 1603 sestavil Erasmus Melchior.